# Tårevæske
Tårevæske udskilles fra tårekirtlen ved øjet. Tårevæsken består af saltvand, der indeholder en række enzymer og antistoffer, som har til formål at forhindre bakterier at trænge ind i øjet. Eksempler på disse enzymer er fosfolipase A og lysozym. Herudover benyttes tårevæsken til at smøre hornhinden.
| Fysiologi | Spire Denne artikel om fysiologi er en spire som bør udbygges. Du er velkommen til at hjælpe Wikipedia ved at udvide den. |